# Beach-volley aux Jeux olympiques d'été de 2016
Navigation
Londres 2012 Tokyo 2020
Les compétitions de beach-volley aux Jeux olympiques d'été de 2016 se déroulent du 6 août au 18 août à l'Arena de Vôlei de Praia à Rio de Janeiro. Il s'agit de la 6e apparition de la discipline aux Jeux olympiques. Vingt-quatre paires masculines et vingt-quatre paires féminines participent au tournoi olympique.

## Qualifications
Chaque Comité national olympique peut envoyer au maximum 2 équipes dans chaque compétition.
| Moyen de qualification                     | Date                               | Lieu       | Qualifiés | Qualifiés  | Qualifiés          |
| Moyen de qualification                     | Date                               | Lieu       | Qualifiés | Hommes     | Femmes             |
| ------------------------------------------ | ---------------------------------- | ---------- | --------- | ---------- | ------------------ |
| Pays hôte                                  | 2 octobre 2009                     | Copenhague | 2         | Brésil     | Brésil             |
| Championnats du monde de beach-volley 2015 | 26 juin-5 juillet 2015             | Pays-Bas   | 2         | Brésil     | Brésil             |
| Classement mondial de la FIVB,             | 12 juin 2016                       | Lausanne   | 30        | Pays-Bas   | États-Unis         |
| Classement mondial de la FIVB,             | 12 juin 2016                       | Lausanne   | 30        | États-Unis | Allemagne          |
| Classement mondial de la FIVB,             | 12 juin 2016                       | Lausanne   | 30        | Pays-Bas   | Canada             |
| Classement mondial de la FIVB,             | 12 juin 2016                       | Lausanne   | 30        | États-Unis | Pays-Bas           |
| Classement mondial de la FIVB,             | 12 juin 2016                       | Lausanne   | 30        | Espagne    | Australie          |
| Classement mondial de la FIVB,             | 12 juin 2016                       | Lausanne   | 30        | Lettonie   | Italie             |
| Classement mondial de la FIVB,             | 12 juin 2016                       | Lausanne   | 30        | Russie     | Allemagne          |
| Classement mondial de la FIVB,             | 12 juin 2016                       | Lausanne   | 30        | Italie     | Espagne            |
| Classement mondial de la FIVB,             | 12 juin 2016                       | Lausanne   | 30        | Pologne    | Pologne            |
| Classement mondial de la FIVB,             | 12 juin 2016                       | Lausanne   | 30        | Italie     | Suisse             |
| Classement mondial de la FIVB,             | 12 juin 2016                       | Lausanne   | 30        | Autriche   | Canada             |
| Classement mondial de la FIVB,             | 12 juin 2016                       | Lausanne   | 30        | Pologne    | Suisse             |
| Classement mondial de la FIVB,             | 12 juin 2016                       | Lausanne   | 30        | Allemagne  | États-Unis         |
| Classement mondial de la FIVB,             | 12 juin 2016                       | Lausanne   | 30        | Canada     | Argentine          |
| Classement mondial de la FIVB,             | 12 juin 2016                       | Lausanne   | 30        | Mexique    | Chine              |
| AVC Continental Cup 2014-2016              | 15 avril-26 juin 2016 (Tour final) | Cairns     | 2         | Qatar      | Australie          |
| CAVB Continental Cup 2014-2016             | 15 avril-26 juin 2016 (Tour final) | Variable   | 2         | Tunisie    | Égypte             |
| CEV Continental Cup 2014-2016              | 15 avril-26 juin 2016 (Tour final) | Stavanger  | 2         | Autriche   | Pays-Bas           |
| CSV Continental Cup 2014-2016              | 15 avril-26 juin 2016 (Tour final) | Variable   | 2         | Chili      | Venezuela          |
| NORCECA Continental Cup 2014-2016          | 15 avril-26 juin 2016 (Tour final) | Guaymas    | 2         | Cuba       | Costa Rica         |
| FIVB Continental Cup 2016                  | 6-10 juillet 2016                  | Sotchi     | 4         | Canada     | République tchèque |
| FIVB Continental Cup 2016                  | 6-10 juillet 2016                  | Sotchi     | 4         |            |                    |
| Total                                      | Total                              | Total      | 48        | 24         | 24                 |

## Résultats

### Tableau des médailles
| Rang  | Nation     | Or | Argent | Bronze | Total |
| ----- | ---------- | -- | ------ | ------ | ----- |
| 1     | Brésil     | 1  | 1      | 0      | 2     |
| 2     | Allemagne  | 1  | 0      | 0      | 1     |
| 3     | Italie     | 0  | 1      | 0      | 1     |
| 4     | États-Unis | 0  | 0      | 1      | 1     |
| 4     | Pays-Bas   | 0  | 0      | 1      | 1     |
| Total | Total      | 2  | 2      | 2      | 6     |